# 概布

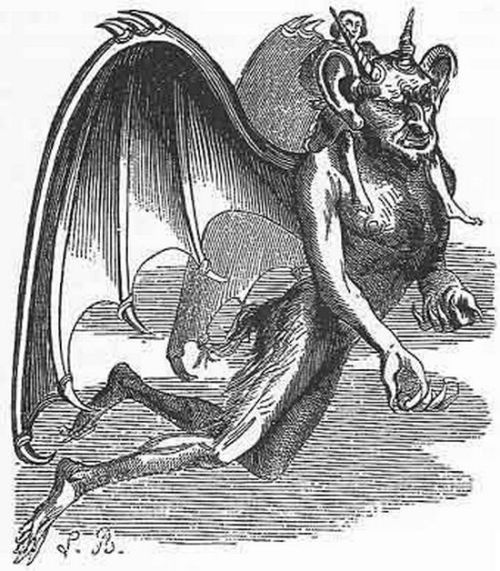
《 地獄辭典》中的概布

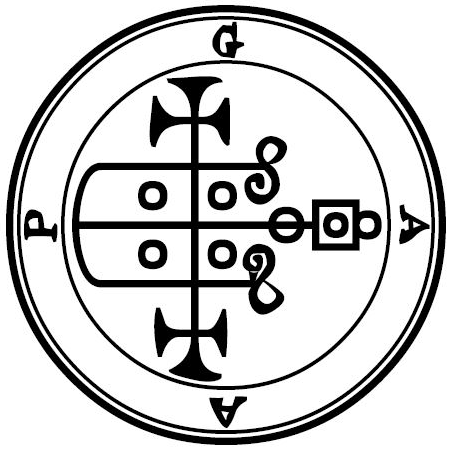
概布的印記

概布（英語：Gaap），为所羅門七十二柱魔神中排第33位的魔神，位階統領及貴公子，統帥66個軍團。別名「戈布」（Goap）、「塔布」（Tap）。相傳是墮落的能天使。被認為是地獄中手握強大權力的惡魔。現身於召喚師身前時，會有四名王者隨侍。
在《偽以諾書》中，說他與派蒙(Paimon，所羅門王72柱魔神中的第9位)同為統領地獄西方的王。《地獄辭典》裡，插畫家布爾頓將他畫成常見的有翼的石像鬼惡魔樣貌。能力眾多，他可以剝奪的人的知識，也可以使人睿智，能改變人的愛憎，解答人們關於過去與未來的問題，或將人傳送到其他地方。